# Заамвонная молитва
Заамво́нная моли́тва в православии — молитва, читаемая священником в самом конце литургии, перед «отпустом».
«Заамвонной» она называется потому, что для её произнесения священник сходит с предалтарного возвышения, крайний выступ которого называется «амвоном». По существующему обычаю, впрочем, священник для чтения заамвонной молитвы не спускается с амвона, а останавливается на нём, так как и отсюда молитва достаточно слышна для всех присутствующих в храме.
На литургии святителя Василия Великого и на литургии Иоанна Златоуста читается:
«Благословля́яй благословя́щия Тя, Го́споди, и освяща́яй на Тя упова́ющия, спаси́ лю́ди Твоя́ и благослови́ достоя́ние Твое́, исполне́ние Це́ркве Твоея́ сохрани́, освяти́ лю́бящия благоле́пие до́му Твоего́: Ты тех возпросла́ви Боже́ственною Твое́ю Си́лою, и не оста́ви нас, упова́ющих на Тя. Мир мірови Твоему́ да́руй, це́рквам Твои́м, свяще́нником, во́инству и всем лю́дем Твои́м.
Я́ко вся́кое Дая́ние бла́го, и всяк Дар соверше́н Свы́ше есть, сходя́й от Тебе́ Отца́ све́тов, и Тебе́ сла́ву, и благодаре́ние, и поклоне́ние возсыла́ем, Отцу́, и Сы́ну, и Свято́му Ду́ху, ны́не и при́сно, и во ве́ки веко́в.»
На литургии Преждеосвященных Даров:
«Влады́ко Вседержи́телю, И́же всю тварь Прему́дростию соде́лавый, и неизрече́нным Твои́м Про́мыслом и мно́гою Бла́гостию введы́й нас в пречестны́я дни сия́, ко Очище́нию душа́м и те́лом, к воздержа́нию страсте́й, к наде́жди Воскре́сения. И́же четы́редесятми де́ньми скрижа́ли вручи́в, богоначерта́нная пи́смена, уго́днику Твоему́ Моисе́ови, пода́ждь и нам, Бла́же, по́двигом до́брым подвиза́тися, тече́ние поста́ соверши́ти, ве́ру неразде́льну соблюсти́, главы́ неви́димых змие́в сокруши́ти, победи́телем же греха́ яви́тися, и неосужде́нно дости́гнути поклони́тися и свято́му Воскре́сению. 
Я́ко благослови́ся и просла́вися пречестно́е и великоле́пое и́мя Твое́, Отца́, и Сы́на, и Свята́го Ду́ха, ны́не и при́сно, и во ве́ки веко́в.»
Известный византийский литургист Николай Андидский (XI век), в своём труде «Протеория», на вопрос мирян о содержании тайных молитв литургии, предлагал:

неожиданный ответ: единственная произносимая вслух молитва литургии — заамвонная, содержит в себе всё необходимое для мирян, будучи своего рода «конспектом» всех священнических молитв: «Поэтому божественные отцы и начертали заамвонную молитву, как бы сокращение всего, о чём было просимо во время литургии».— Тайные молитвы Евхаристии: почему их не читают громко? Протоиерей Владимир Хулап